# 2,2-Dimetil-1-butanol
A 2,2-dimetil-1-butanol szerves vegyület, hat szénatomos alkohol. Oldószerként használják.

## Fordítás
Ez a szócikk részben vagy egészben  a(z)   2,2-Dimethyl-1-butanol című angol Wikipédia-szócikk ezen változatának fordításán alapul.  Az eredeti cikk szerkesztőit annak laptörténete sorolja fel. Ez a jelzés csupán a megfogalmazás eredetét és a szerzői jogokat jelzi, nem szolgál a cikkben szereplő információk forrásmegjelöléseként.